# Kerkhof van Wulvergem
Het Kerkhof van Wulvergem is een gemeentelijke begraafplaats in het Belgische dorp Wulvergem. Het kerkhof ligt in het dorpscentrum rond de Sint-Machutuskerk.

## Britse oorlogsgraven
Op het kerkhof bevinden zich 38 Britse militaire graven met gesneuvelden uit de Eerste Wereldoorlog waaronder 6 niet geïdentificeerde. Het zijn allemaal Britten die stierven tussen 30 april 1914 en 7 april 1915. Alle graven liggen langs de zuidkant van de kerk maar twee niet geïdentificeerde slachtoffers liggen afzonderlijk van de andere. De graven worden onderhouden door de Commonwealth War Graves Commission. Voor 6 doden werden Special Memorials opgericht omdat hun graven door artillerievuur werden vernietigd en niet meer teruggevonden werden. Bij deze beschietingen werd de kerk volledig verwoest maar in 1925 heropgebouwd. De begraafplaats staat bij de CWGC geregistreerd onder Wulvergem Churchyard.